# 天主教热舒夫教区
天主教熱舒夫教區（拉丁語：Dioecesis Rzeszoviensis） 是波蘭一個羅馬天主教教區。教座位於熱舒夫。屬普熱梅希爾總教區。
成立於1992年3月25日。
2011年，在當地611,208人口中，有教友598,152人，佔轄區總人口97.9%、240個堂區、722名司鐸、120名修士、331名修女。現任主教為卡齊米日·戈爾內。